# Merone
Pour les articles homonymes, voir Meron (homonymie).
Merone est une commune italienne d'environ 4 100 habitants située dans la province de Côme dans la région Lombardie dans le nord de l'Italie.

## Administration
| Période                                  | Période | Identité | Étiquette | Qualité |
| ---------------------------------------- | ------- | -------- | --------- | ------- |
|                                          |         |          |           |         |
| Les données manquantes sont à compléter. |         |          |           |         |

### Communes limitrophes
Costa Masnaga, Erba, Eupilio, Lambrugo, Lurago d'Erba, Monguzzo, Rogeno

## Jumelages
- Noyarey (France) depuis 2004